# Thawi Bunyaket
Thawi Bunyaket (thaï : ทวี บุณยเกตุ), né le 10 novembre 1904 dans la province de Trang, et mort le 3 novembre 1971 à Bangkok, est un homme d'État thaïlandais, Premier ministre du 31 août au 17 septembre 1945, soit seulement 17 jours. Il s'agit du mandat le plus court d'un chef de gouvernement thaïlandais.
Il occupe aussi plusieurs fonctions ministérielles entre 1944 et 1945, au sein des gouvernements de Khuang Aphaiwong, de Seni Pramot, de Pridi Banomyong, ou encore au sein de son propre gouvernement éphémère, où il est ministre des Affaires étrangères et de la Santé publique. 

## Biographie
Après ses études au King's College de Cambridge (Royaume-Uni) puis à l'École nationale supérieure d'agronomie de Grignon (France), il devient fonctionnaire du Ministère de l'Agriculture thaïlandais.
Il soutient le coup d'État révolutionnaire du Khana Ratsadon le 24 juin 1932 et deviendra secrétaire général sous le gouvernement du maréchal Plaek Phibunsongkhram, puis ministre de l'Éducation sous le gouvernement de Khuang Aphaiwong.
Après la démission de Khuang, le successeur pressenti est Seni Pramot, chef des Thaïs libres de Londres et ambassadeur de Thaïlande aux États-Unis. Ce dernier n'étant pas en Thaïlande, Thawi est élu Premier ministre le 31 aout 1945 pour former le 12e gouvernement thaïlandais et assuré l'intérim. Il cèdera sa place à Seni le 17 septembre 1945.
Il fera partie du comité de rédaction de la Constitution provisoire d'octobre 1958 sous le gouvernement du maréchal Sarit Thanarat.